# Zeche Westhausen
Die Zeche Westhausen war ein Steinkohlen-Bergwerk im Dortmunder Stadtteil Bodelschwingh.
Die Zeche wurde benannt nach dem Schloss Westhusen im angrenzenden Ort Westerfilde und nahm 1872 die Förderung auf. Sie gehörte der Gelsenkirchener Bergwerks-AG (GBAG) und stand stets im Schatten der benachbarten großen Anlagen wie Zeche Zollern, Zeche Germania oder Zeche Adolf von Hansemann. 
Ablesbar ist bis heute das bauliche Gesamtkonzept der Schachtanlage 1/3. Neben einer bemerkenswerten Lohnhalle (1906 vom Architekten Paul Knobbe, dem damaligen Leiter der GBAG-Bauabteilung) ist der 1873 erbaute Malakow-Turm über Schacht 1 besonders sehenswert, er wird seit einigen Jahren in kleinen Schritten instand gesetzt. Lohnhalle wie Malakowturm sind als Baudenkmale in die Denkmalliste der Stadt Dortmund eingetragen.
Die östlich an die Lohnhalle anschließende Waschkaue, die architektonisch nicht weniger beachtlich war, wurde um 1993 bei einem Brand so schwer beschädigt, dass die Denkmalpflege schließlich einem Abriss der Ruine zustimmen musste.

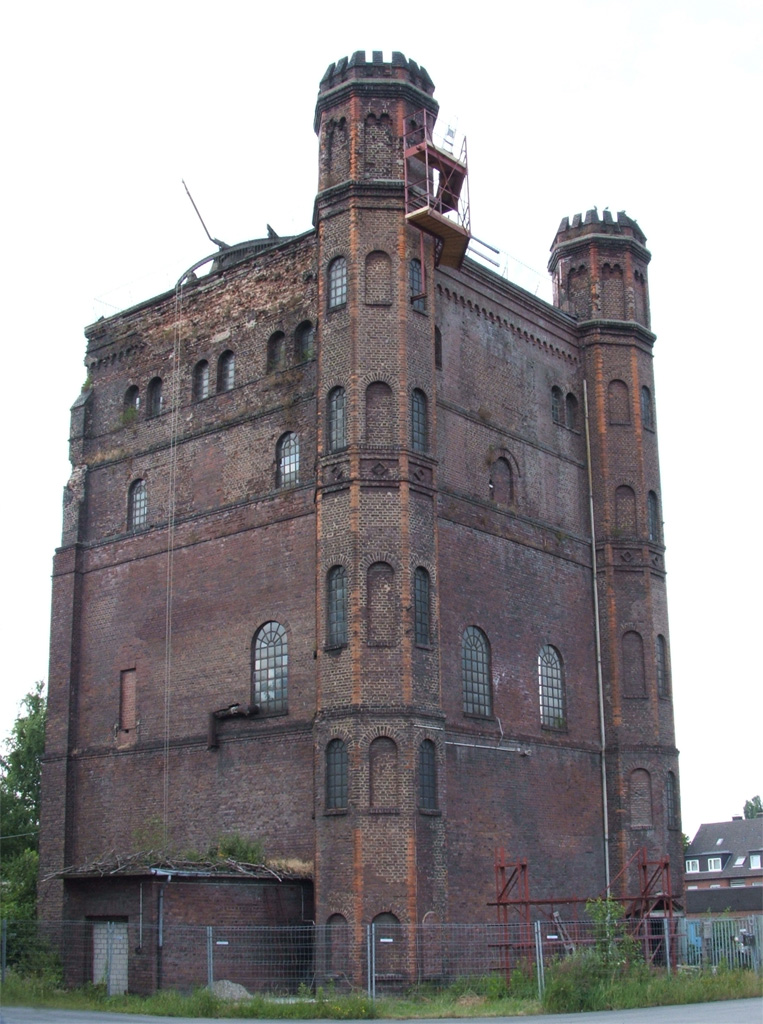
Zeche Westhausen, Malakow-Turm
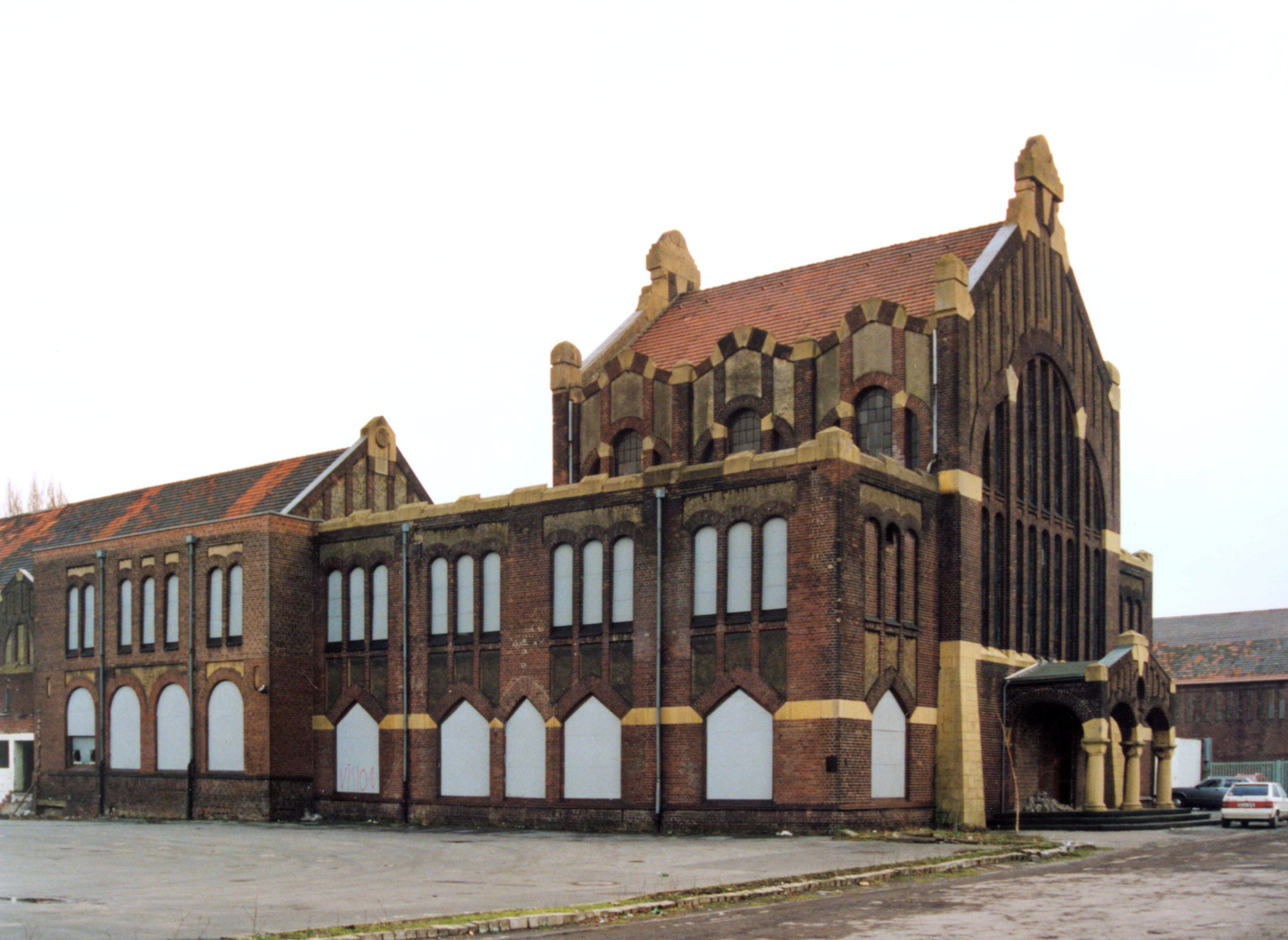
Zeche Westhausen, Lohnhalle mit Waschkaue, 1992 (im Jahr vor dem Brand)